# Хобарт, Джордж, 3-й граф Бакингемшир
Джордж Хобарт, 3-й граф Бакингемшир (англ. George Hobart, 3rd Earl of Buckinghamshire; 8 сентября 1731, Лондон — 14 ноября 1804) — британский аристократ, носил титул граф Бакингемшир (с 1793 года).

## Биография
Джордж Хобарт был вторым и старшим сыном Джона Хобарта, 1-й графа Бакингемшир от второй жены Элизабет Бристоу, дочери Роберта Бристоу.
Получил начальное образование в Вестминстерской школе, а затем поступил в Гёттингенский университет. С 1754 по 1780 год был членом парламента Великобритании от двух избирательных округов. Помимо этого осенью 1762 года Джордж работал в течение двух месяцев в посольстве Великобритании в Российской империи, где послом был его старший брат Джон.
В 1793 году после смерти старшего брата Джона, не оставившего сыновей, Джордж унаследовал титул граф Бакингемшир. В январе 1799 года получил чин полковника в качестве командира Линкольнширского полка.
Скончался 14 ноября 1804 года на 74-м году жизни.

## Семья
16 мая 1757 года женился на Альбинии Берти, дочери лорда Вере Берти и Анны Кэйси. У супругов было 8 детей, все из которых дожили до совершеннолетия:
- Роберт Хобарт (6 мая 1760 – 4 февраля 1816) — 4-й граф Бакингемшир (1804—1816), также занимал ряд государственных должностей, среди которых министр по военным и колониальным делам (1801—1804);
- Дост. Джордж Вер Хобарт (1761—1802);
- Дост. Чарльз Хобарт (ум. 1782), лейтенант Королевского флота;
- Дост. Генри Льюис Хобарт[англ.] (1774 – 8 мая 1846) — священник;
- Леди Альбиния Хобарт, вышла замуж за Ричарда Камберленда в 1784 году;
- Леди Генриетта Энн Барбара Хобарт (ок. 1762–1828 ), вышла замуж за Джона Салливана[англ.] в 1789 году;
- Леди Мэри Фрэнсис Хобарт (ок. 1762–1794 ), вышла замуж за Джорджа Норта, 3-го графа Гилфорда[англ.], у супругов была одна дочь;
- Леди Шарлотта Хобарт (ум. 1798), вышла замуж за полковника Эдварда Дисброу[англ.], у пары было 6 детей.